# 陳海茵
陳海茵（1976年8月6日—），臺灣新聞主播，畢業於世新大學新聞學系。曾任中天新聞台主播、《台灣腳逛大陸》主持人、東森新聞台《東森晚間新聞》當家主播、《台灣1001個故事》主持人、東風衛視《療日子》節目主持人。現任欣傳媒《海派欣玩家》主持人。

## 學歷
- 臺北市私立景文高級中學（1994年畢業）
- 世新大學新聞學系《國際傳播組》（1998年畢業）
- 國立台灣師範大學表演藝術研究所《行銷及產業組》（2013年肄業）

## 經歷
- 環球電視新聞部實習記者、海外中心實習編譯。
- 三立電視台助理編輯、記者。
- 台北電視台（台北TV）記者兼任主播。
- 中天新聞台記者、主播、主持人。
- 東森新聞台《東森晚間新聞》當家主播、主持人。
- 東風衛視主持人。
- 欣傳媒《海派欣玩家》主持人。

## 簡歷
- 曾在三立電視、環球電視、台北TV任職。
- 1999年7月，加入傳訊電視新聞部，擔任中天新聞台記者兼專任主播。
- 2009年5月31日，播完中天新聞台《2000整點新聞》後，離開長達十年的中天新聞台。
- 2009年6月，加入東森電視新聞部，並於15日起，擔任東森新聞台週一到週五晚間6、7點《東森晚間新聞》當家主播。
- 2015年8月21日起，因懷孕8個月需專心待產，今日為產前最後一次播報晚間新聞，暫別主播台。
- 2015年12月7日，闊別電視螢幕四個月，今日起正式重返電視螢幕，正式回歸播報週一到週五晚間6、7點《東森晚間新聞》。
- 2020年1月20日起，暫離主播台。因身體狀況留職停薪三個月，並於17日對蘋果日報透露「應該不會再回主播台」。
- 2020年3月26日，於社群網站個人粉絲專頁宣布已請辭東森新聞台《東森晚間新聞》當家主播一職。
- 2022年5月26日，於社群網站個人粉絲專頁宣布重返電視螢幕，加入東風衛視主持《醫療類型知識節目》預計於7月每週日晚間時段播出。
- 2022年7月3日～2022年7月24日，曾主持每周日晚間9點東風衛視，全新健康醫療談話性節目《療日子》，節目主旨為「歡迎收看療日子．療癒你每天的好日子」、「好好療日子．一起健康過日子」。[4][5][6][7]

## 獎項

### 未來事件交易所評鑑
| 年份   | 獲提名 | 獎項                            | 結果 |
| ------ | ------ | ------------------------------- | ---- |
| 2013年 |        | 《未來事件交易所》 評鑑人氣主播 | 冠軍 |

### 時報週刊miolife網站
| 年份 | 獲提名 | 獎項                          | 結果       |
| ---- | ------ | ----------------------------- | ---------- |
|      |        | 時報週刊miolife網站《真女人》 | 票選第二名 |

### 雅虎奇摩
| 年份   | 獲提名 | 獎項                 | 結果       |
| ------ | ------ | -------------------- | ---------- |
| 2010年 |        | 雅虎奇摩《超級主播》 | 票選第二名 |

### Yahoo部落格
| 年份 | 獲提名 | 獎項                                              | 結果 |
| ---- | ------ | ------------------------------------------------- | ---- |
|      |        | Yahoo部落格《熱門點閱》與年度《關鍵字搜尋》排行榜 |      |

### 社會光明面報導獎
| 年份   | 獲提名 | 獎項                 | 結果 |
| ------ | ------ | -------------------- | ---- |
| 2010年 |        | 《社會光明面》報導獎 |      |
| 2011年 |        | 《社會光明面》報導獎 |      |

## 表演嘉賓
- 中華職棒 統一vs Lamigo 賽前，開球精彩表演。

## 曾經主持
| 時間                         | 頻道       | 節目                                            | 備註       |
| 時間待查                     | 中天新聞台 | 《台灣腳逛大陸-新疆》                           | 主持人     |
| 1999年－2009年5月31日        | 中天新聞台 | 中天整點新聞                                    | 主播       |
| 2009年6月15日－2020年1月17日 | 東森新聞台 | 《東森晚間新聞》                                | 當家主播   |
| 2009年12月5日                | 東森新聞台 | 《決戰17點開票特別報導》                        | 開票主播   |
| 2010年4月3日－2015年8月30日  | 東森新聞台 | 《台灣1001個故事》                              | 主持人     |
| 2010年11月27日               | 東森新聞台 | 《新五都ON LIVE》                               | 開票主播   |
| 2011年2月4日                 | 中國       | 《青島春晚》                                    | 主持人     |
| 2012年1月14日                | 東森新聞台 | 《2012大選三國志 結果最先曉》                   | 開票主播   |
| 2014年11月29日               | 東森新聞台 | 《九合一關鍵時刻 聚焦關鍵 最早揭曉》            | 開票主播   |
| 2016年1月16日                | 東森新聞台 | 《2016關鍵大選 政經版圖 選後透析》              | 開票主播   |
| 2018年11月24日               | 東森新聞台 | 《2018九合一選舉開票特別報導 關鍵開票特別節目》 | 開票主播   |
| 2019年11月16日               | 東森新聞台 | 《香港@十字街頭》                               | 主持人     |
| 2020年1月11日                | 東森新聞台 | 《2020大選開票看東森》                          | 開票主播   |
| 2022年7月3日-2022年7月24日   | 東風衛視   | 《療日子》                                      | 節目主持人 |
| 2023年6月30日-至今           | 欣傳媒     | 《海派欣玩家》                                  | 節目主持人 |

## 電視廣告公益活動
- 法鼓山心六倫
- TES「電動機車 捨我騎誰」
- 環保愛地球
- 喜憨兒關愛工程
- 東森傳愛 聽見愛的聲音
- 東森傳愛 熱血澎湃
- 東森傳愛 慢飛天使助飛計畫

## 書籍
| 年份   | 書名                               | 作者           | 出版社   | ISBN               |
| 2007年 | 《水果多多：健康美麗多更多》       | 陳海茵、楊健平 | 旗林文化 | ISBN 9789866881473 |
| 2008年 | 《賞味新疆：陳海茵的西域美食奇遇》 | 陳海茵         | 時報文化 | ISBN 9789868291072 |

## 雜誌
- 2015年，《嬰兒與母親》 9月號 / NO.467
- 2015年，《媽媽寶寶》 9月號 / NO.343
- 2015年，《媽媽寶寶》 12月號 / NO.347
- 2016年，《嬰兒與母親》 1月號 / NO.471
- 2016年，《媽咪寶貝》 8月號 / NO.194
- 2016年，《BabyLife育兒生活》 12月號 / NO.319

## 外部連結
- 新聞主播 陳海茵的Facebook專頁
- 新聞主播 陳海茵的Instagram帳戶
- YouTube上的新聞主播陳海茵頻道